# Olga Ismayilova
Pour les articles homonymes, voir Ismayilov.
Olga Ismayilova, née Panarina le 16 septembre 1985 à Kharkiv (Ukraine), en Union soviétique, est une coureuse cycliste sur piste azerbaïdjanaise, d'origine biélorusse. Elle a également des origines ukrainiennes,. 
Elle a notamment remporté en 2011 le titre de championne du monde du 500 mètres contre-la-montre. Elle compte également à son palmarès le championnat d'Europe de keirin en 2010, le championnat d'Europe de vitesse en 2012 et deux médailles de bronze aux championnats du monde la même année, lors des épreuves du keirin et du 500 mètres.

## Biographie
Depuis la 2007-2008, elle est active sur la scène internationale, sous le nom de Olga Panarina et avec la nationalité biélorusse. Elle se spécialise dans les disciplines du contre-la-montre sur 500 mètres, du keirin et de vitesse individuelle. Elle remporte plusieurs titres nationaux sur piste en Biélorussie.
Lors des championnats du monde 2009, elle termine quatrième du tournoi de vitesse. En 2010, elle obtient ses deux premières médailles internationales aux championnats du monde, où elle se classe troisième du keirin et du 500 mètres. À l'automne de la même année, elle devient championne d'Europe du leirin. L'année suivante, elle est championne du monde du 500 mètres, vice-championne du monde du keirin et quatrième du tournoi de vitesse.
Aux Jeux olympiques de 2012 à Londres, elle se classe huitième du sprint. Aux championnats d'Europe 2012, elle décroche le titre de championne d'Europe de vitesse, puis remporte le 500 mètres la deuxième manche de Coupe du monde à Glasgow.
Depuis 2014, elle court sous le nom d'Olga Ismayilova avec la nationalité azerbaïdjanaise. Elle décroche entre 2014 et 2016, cinq titres nationaux dans son nouveau pays.
En 2016, elle est sélectionnée pour participer aux Jeux olympiques de Rio de Janeiro. Elle se classe 18e de la vitesse individuelle et 21e du keirin.

## Palmarès

### Jeux olympiques
- Londres 2012
  - 8e de la vitesse individuelle
  - 15e du keirin
- Rio 2016
  - 18e de la vitesse individuelle[3]
  - 21e du keirin[4]

### Championnats du monde
- Pruszkow 2009
  - 4e de la vitesse
  - 8e du 500 mètres
- Copenhague 2010
  -  Médaillée de bronze du 500 mètres
  -  Médaillée de bronze du keirin
  - 7e de la vitesse
- Apeldoorn 2011
  -  Championne du monde du 500 mètres
  -  Médaillée d'argent du keirin
  - 4e de la vitesse
- Saint-Quentin-en-Yvelines 2016
  - 18e de la vitesse individuelle[5]
  - 25e du keirin[6]

### Coupe du monde
- 2011-2012
  - 1re du 500 mètres à Astana
  - 3e de la vitesse à Astana
- 2012-2013
  - Classement général du 500 mètres
  - 1re du 500 mètres à Glasgow

### Championnats d'Europe
- Pruszkow 2010
  -  Championne d'Europe du keirin
- Apeldoorn 2011
  -  Médaillée d'argent de la vitesse
- Panevėžys 2012
  -  Championne d'Europe de vitesse

### Championnats nationaux
- 2011
  -  Championne de Biélorussie du 500 mètres
  -  Championne de Biélorussie du keirin
  -  Championne de Biélorussie de vitesse
  -  Championne de Biélorussie de vitesse par équipes (avec Maria Lovinova)
- 2012
  -  Championne de Biélorussie du 500 mètres
  -  Championne de Biélorussie du keirin
  -  Championne de Biélorussie de vitesse
  -  Championne de Biélorussie de vitesse par équipes (avec Tatsiana Sharakova)
- 2014
  -  Championne d'Azerbaïdjan de vitesse
- 2015
  -  Championne d'Azerbaïdjan de vitesse
- 2016
  -  Championne d'Azerbaïdjan du 500 mètres
  -  Championne d'Azerbaïdjan du keirin
  -  Championne d'Azerbaïdjan de vitesse